# Ronquières
Ronquières (în valonă Ronkière) este un sat din componența municipalității Braine-le-Comte, în provincia valonă Hainaut din Belgia. Înainte de fuziunea comunelor belgiene din 1977, Ronquières era o comună de sine stătătoare.

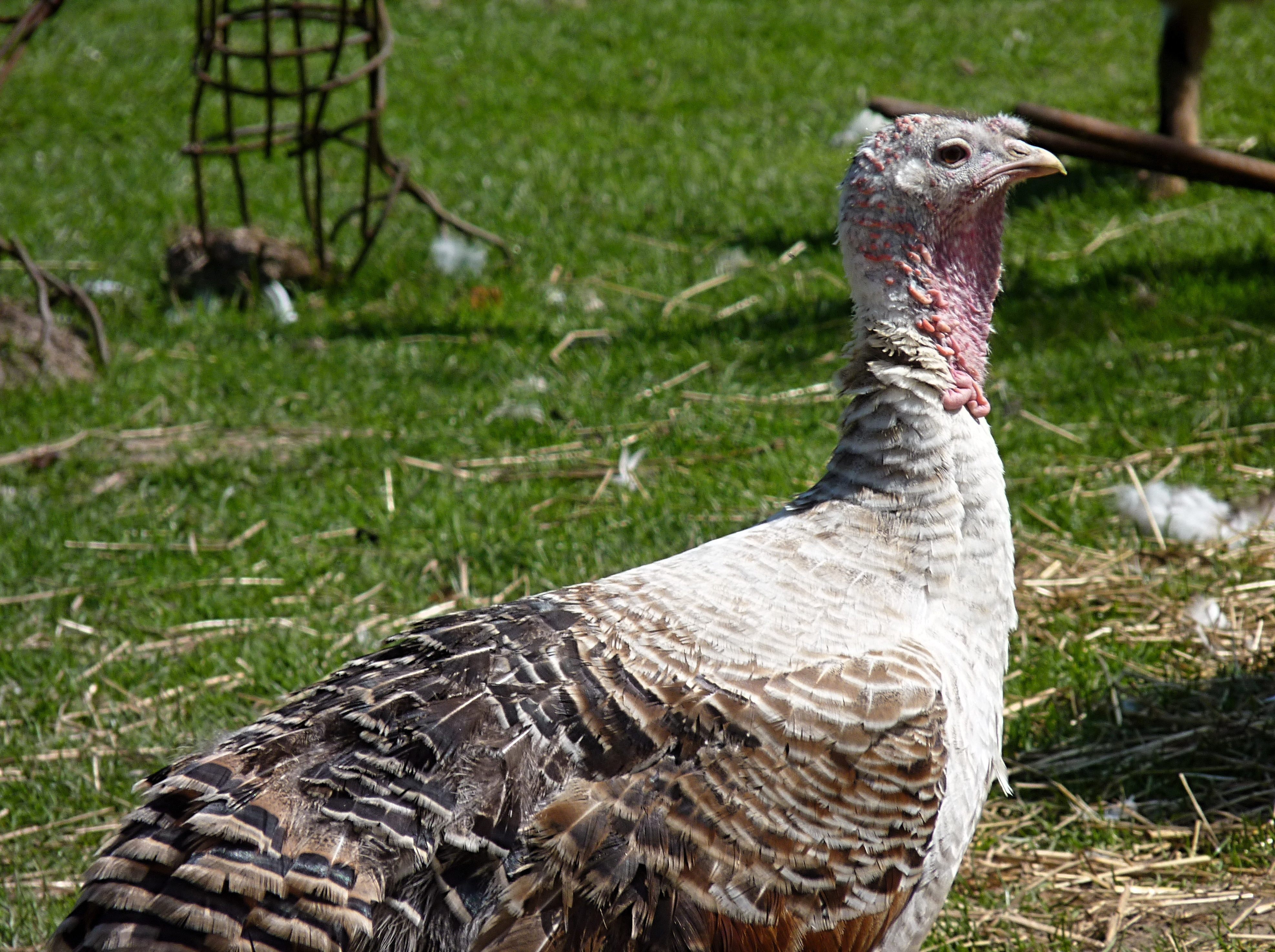
Curcă de Ronquières.

Localitatea este cunoscută în special datorită planului înclinat, o construcție hidrotehnică de mari dimensiuni, inaugurată în 1968 și realizată pentru a compensa o diferență de nivel de aproximativ 68 de metri pe canalul Bruxelles-Charleroi. Planul înclinat permite deplasarea pe verticală a vaselor cu masa de până la 1 350 tone. Este constituit din două chesoane tractate de cabluri, care se deplasează pe șine cu ajutorul a 600 de roți și în care sunt transportate vase din amonte în avalul planului și invers.
O rasă de curcan, „curcanul de Ronquières”, poartă numele satului, existând patru soiuri distincte: „Ronquières cu umeri galbeni”, „fovul de Ronquières”, „jaspul de Ronquières” și „potârnichea de Ronquières”. Specia este atestată încă din secolul al XVII-lea. „Curcanul Cröllwitzer” este o rasă încrucișată între „curcanul de Ronquières” și o rasă de curcan saxonă.
La vest de localitatea Ronquières se întinde pădurea Houssière. Satul este traversat de râul Sennette, un afluent al râului Senne.